# カール (シュレースヴィヒ＝ホルシュタイン＝ゾンダーブルク＝グリュックスブルク公)
カール・フォン・シュレースヴィヒ＝ホルシュタイン＝ゾンダーブルク＝グリュックスブルク（ドイツ語: Karl von Schleswig-Holstein-Sonderburg-Glücksburg, 1813年9月30日 - 1878年10月24日）は、シュレースヴィヒ＝ホルシュタイン＝ゾンダーブルク＝グリュックスブルク公（在位：1831年 - 1878年）。デンマーク語名はカール・ア・スレースヴィ・ホルステン＝セナーボー＝グリュクスボー（Carl af Slesvig-Holsten-Sønderborg-Glücksborg）。デンマーク王クリスチャン9世の長兄にあたる。

## 生涯
グリュックスブルク公フリードリヒ・ヴィルヘルムとその妻のヘッセン＝カッセル公女ルイーゼ・カロリーネの長男としてゴットルフ城で生まれる。
1831年にフレゼリク6世からオレンボー歩兵連隊の大尉に任じられ、その3週間後の父の死に伴ってシュレースヴィヒ＝ホルシュタイン＝ゾンダーブルク＝グリュックスブルク公爵位を相続した。
1838年5月19日、コペンハーゲンのアマリエンボー宮殿で従姉のデンマーク王女ヴィルヘルミーネ・マリーエ（フレゼリク6世の六女）と結婚した。ヴィルヘルミーネ・マリーエは再従兄のフレゼリク王子（後のデンマーク王フレゼリク7世）と離婚しており、カールとは再婚であった。
第一次シュレースヴィヒ戦争の際、カールはドイツ連邦側に与したため、デンマーク王室との関係が悪化した。戦争勃発時はキールに居住していたが、すぐにドレスデンに移った。1852年にデンマーク王室と和解した後はデンマークに戻り、夏はルイーゼンルント、冬はグリュックスブルク城に居住した。
ヴィルヘルミーネとの間に子供はなく、1878年にルイーゼンルントで死去した。死後は次弟のフリードリヒが後を継いだ。